# Benjamin (voornaam)
Benjamin is een jongensnaam. De naam is afkomstig van de jongste van de twaalf zonen van Jakob, zie Benjamin (zoon van Jakob).
De naam Benjamin is Hebreeuws en betekent zoon van de rechterhand.
In de Nederlandse taal wordt de naam Benjamin vooral figuurlijk gebruikt voor de jongste uit een gezin of een groep mensen.
De term kan ook gebruikt worden als aanduiding voor een 'stoute' jongen.
De voornamen Benny, Ben en Bennie zijn varianten van Benjamin.
- Benny
- Benny's Video
- Benny & Us
- Benny Anderson
- Benny Andersson
- Benny B
- Benny Bailey
- Benny Barth
- Benny Baudewyns
- Benny Bax
- Benny Begin
- Benny Behr
- Benny Benassi
- Benny Berg
- Benny Blanco
- Benny Borg
- Benny Brondenstein
- Benny Brown
- Benny Carbone
- Benny Carelsz
- Benny Carter
- Benny Ceulemans
- Benny Chan
- Benny Chan Muk-Sing
- Benny Claessens
- Benny Cristo
- Benny De Schrooder
- Benny Feilhaber
- Benny Gantz
- Benny Golson
- Benny Goodman
- Benny Goodman and His Orchestra
- Benny Gosink
- Benny Harris
- Benny Heylen
- Benny Hill
- Benny Hill Show
- Benny Hinn
- Benny Holtrop
- Benny James
- Benny Johansen
- Benny Kejansi
- Benny Kerstens
- Benny Kohlberg
- Benny Lee
- Benny Lennartsson
- Benny Leonard
- Benny Lindelauf
- Benny Ludemann
- Benny Lux
- Benny McCarthy
- Benny More
- Benny Morris
- Benny Morton
- Benny Moré
- Benny Neyman
- Benny Nielsen
- Benny Nielsen (voetballer)
- Benny Nisbet
- Benny Nyman
- Benny Odinga
- Benny Ooft
- Benny Parsons
- Benny Quick
- Benny Rodrigues
- Benny Saelens
- Benny Safdie
- Benny Schnier
- Benny Schnier ("Benny")
- Benny Sevinger
- Benny Shanon
- Benny Sings
- Benny Spellman
- Benny Tantoco
- Benny Urquidez
- Benny Van Brabant
- Benny Van Der Auwera
- Benny Vansteelant
- Benny Vasseur
- Benny Vreden
- Benny Vreden Kinderproducties
- Benny Vreden Producties
- Benny Wenda
- Benny Wendt
- Benny Wiame
- Benny Wijnstekers
- Benny en Josh Safdie
- Benny rides again

- Bennie Alders
- Bennie Bartelink
- Bennie Begin
- Bennie Bellink
- Bennie Bluhm
- Bennie Blunder
- Bennie Ceulen
- Bennie De Taeye
- Bennie Dee Warner
- Bennie Dekker
- Bennie Fijnwijk
- Bennie Gosink
- Bennie Green
- Bennie Hek & De Houdoe's
- Bennie Hek & De Houdoes
- Bennie Hofs
- Bennie Huisman
- Bennie Jolink
- Bennie Krueger
- Bennie L. Glover
- Bennie Lydell Glover
- Bennie Maupin
- Bennie Moten
- Bennie Muller
- Bennie Neyman
- Bennie Odinga
- Bennie Provoost
- Bennie Railplane
- Bennie Slaats
- Bennie Stout
- Bennie Streuer
- Bennie Wallace
- Bennie Wijnstekers
- Bennie den Haan
- Bennie fijnwijk
- Bennie van Noord

- Benjamin
- Benjamin-Constant
- Benjamin-Octave Roland-Gosselin
- Benjamin (Texas)
- Benjamin (Utah)
- Benjamin (jongensnaam)
- Benjamin (lied)
- Benjamin (motorfiets)
- Benjamin (persoon)
- Benjamin (stam)
- Benjamin (tijdschrift)
- Benjamin (voornaam)
- Benjamin (zoon van Jacob)
- Benjamin (zoon van Jakob)
- Benjamin Abalos
- Benjamin Abalos, Sr.
- Benjamin Abalos sr.
- Benjamin Abel Meirhaeghe
- Benjamin Adams
- Benjamin Agosto
- Benjamin Alard
- Benjamin Altman
- Benjamin Andre
- Benjamin André
- Benjamin Angoua
- Benjamin Angoua Bory
- Benjamin Ankomah
- Benjamin Argumedo
- Benjamin Ashkenazy
- Benjamin Auer
- Benjamin B
- Benjamin Bahtiri
- Benjamin Bailly
- Benjamin Baltes
- Benjamin Barber
- Benjamin Bassin
- Benjamin Bates
- Benjamin Becker
- Benjamin Ben
- Benjamin Berell Ferencz
- Benjamin Block
- Benjamin Blok
- Benjamin Boers
- Benjamin Bok
- Benjamin Bolomey
- Benjamin Bonzi
- Benjamin Borges
- Benjamin Bouchouari
- Benjamin Boukpeti
- Benjamin Boulenger
- Benjamin Bourigeaud
- Benjamin Bratt
- Benjamin Breckinridge Warfield
- Benjamin Britten
- Benjamin Britten (trein)
- Benjamin Brittenstraat
- Benjamin Brown
- Benjamin Buit
- Benjamin Burley
- Benjamin Burnley
- Benjamin Butler
- Benjamin Byron Davis
- Benjamin Cardona
- Benjamin Cavet
- Benjamin Charles-Lemaire
- Benjamin Charles Marie Payraudeau
- Benjamin Cheatham
- Benjamin Christensen
- Benjamin Christiaan de Jong
- Benjamin Cohen
- Benjamin Collins Brodie
- Benjamin Compaore
- Benjamin Compaoré
- Benjamin Constant
- Benjamin Constant (Amazonas)
- Benjamin Constant (schrijver)
- Benjamin Constant do Sul
- Benjamin Corbisier de Méaultsart
- Benjamin Corgnet
- Benjamin Coyle-Larner
- Benjamin Creme
- Benjamin Cuyp
- Benjamin D'Urban
- Benjamin Dalle
- Benjamin Darbelet
- Benjamin Davies
- Benjamin Day
- Benjamin De Ceulaer
- Benjamin Debusschere
- Benjamin Declercq
- Benjamin Delacourt
- Benjamin Denef
- Benjamin Dilley
- Benjamin Diokno
- Benjamin Disraeli
- Benjamin Dolic
- Benjamin Dolić
- Benjamin Donnelly
- Benjamin Duerr
- Benjamin Duterde
- Benjamin Dyball
- Benjamin Eastman
- Benjamin Edelin
- Benjamin Edward Stiller
- Benjamin Elias Colaço Belmonte
- Benjamin F. Cheatham
- Benjamin Fagel
- Benjamin Faraas
- Benjamin Farrington
- Benjamin Faya
- Benjamin Fayah
- Benjamin Feliksdal
- Benjamin Ferencz
- Benjamin Finegold
- Benjamin Finkel
- Benjamin Fischer
- Benjamin Fleischmann
- Benjamin Flores Jr.
- Benjamin Flores jr.
- Benjamin Frankel
- Benjamin Franklin
- Benjamin Franklin 1c Z-grill
- Benjamin Franklin Bridge
- Benjamin Franklin House
- Benjamin Franklin House (Londen)
- Benjamin Franklin Loomis
- Benjamin Franklin Medal
- Benjamin Franklin Medal (Franklin Institute)
- Benjamin Franklin Medal (Royal Society of Arts)
- Benjamin Franklin Medal (onderscheiding van het Franklin Institute)
- Benjamin Franklin Medal (onderscheiding van het Royal Society of Arts)
- Benjamin Franklin Parkway
- Benjamin Frederik Matthes
- Benjamin G. Hill
- Benjamin Galstian
- Benjamin Gantz
- Benjamin Garrett
- Benjamin Garver Lamme
- Benjamin Genton
- Benjamin George Lisnianskij
- Benjamin George McFall
- Benjamin Gerritsz. Cuyp
- Benjamin Geza Affleck
- Benjamin Giraud
- Benjamin Godard
- Benjamin Goller
- Benjamin Gorvels
- Benjamin Gourgue
- Benjamin Graham
- Benjamin Grau
- Benjamin Griveaux
- Benjamin Groeneveld de Kater
- Benjamin Guggenheim
- Benjamin Guillermo Hill Salido
- Benjamin Harmegnies
- Benjamin Harrison
- Benjamin Hebert
- Benjamin Hendrickson
- Benjamin Henocq
- Benjamin Henri Constant de Rebecque
- Benjamin Henrichs
- Benjamin Herman
- Benjamin Herman Quartet
- Benjamin Hill
- Benjamin Hill (wielrenner)
- Benjamin Holt
- Benjamin Hornigold
- Benjamin Huger (generaal)
- Benjamin Huggel
- Benjamin Hunningher
- Benjamin Hypolite van de Wall
- Benjamin Hübner
- Benjamin I van Constantinopel
- Benjamin Ingrosso
- Benjamin Insfran
- Benjamin Jacobus van Oeveren
- Benjamin Jacques-Maynes
- Benjamin Jacques Asscher
- Benjamin Jamieson
- Benjamin Janssens
- Benjamin Jeannot
- Benjamin Johnson
- Benjamin Johnson (wielrenner)
- Benjamin Jones
- Benjamin Joppe
- Benjamin Jos de Roo
- Benjamin Joseph Novak
- Benjamin Joseph Salmon
- Benjamin Jowett
- Benjamin Kaper
- Benjamin Kaplan
- Benjamin Karl
- Benjamin Kat
- Benjamin Keith Davies
- Benjamin Keptoo
- Benjamin Kikkert
- Benjamin Kikkert (Kik)
- Benjamin Kimutai
- Benjamin Kimutai Kosgei
- Benjamin Kimutai Koskei
- Benjamin King
- Benjamin Kipkoech Limo
- Benjamin Kiptoo
- Benjamin Kiptoo Kolum
- Benjamin Kirsten
- Benjamin Koehler
- Benjamin Kohler
- Benjamin Kolff
- Benjamin Kololli
- Benjamin Kosgei
- Benjamin Kowalewicz
- Benjamin Kuijten
- Benjamin Kuyten
- Benjamin Köhler
- Benjamin Lacombe
- Benjamin Lambot
- Benjamin Lamme
- Benjamin Lariche
- Benjamin Lauth
- Benjamin Lavernhe
- Benjamin Le Montagner
- Benjamin Lebert
- Benjamin Lecomte
- Benjamin Lees
- Benjamin Leroy
- Benjamin Leroy (atleet)
- Benjamin Leroy (illustrator)
- Benjamin Lessennes
- Benjamin Leuchter
- Benjamin Libet
- Benjamin Limo
- Benjamin List
- Benjamin Louis Paul Godard
- Benjamin Lucien Royaards
- Benjamin Lucien Royaards (kunstenaar)
- Benjamin Luethi
- Benjamin Luthi
- Benjamin Lutun
- Benjamin Lüthi
- Benjamin Mace
- Benjamin Macé
- Benjamin Maiyo
- Benjamin Marius Telders
- Benjamin Marius Vlielander Hein
- Benjamin Marius Vlielander Hein (1838-1908)
- Benjamin Marius Vlielander Hein (1838-1919)
- Benjamin Marius Vlielander Hein (1914)
- Benjamin Marius Vlielander Hein (1914-1992)
- Benjamin Markarian
- Benjamin Martha
- Benjamin Martinez
- Benjamin Mazar
- Benjamin McCulloch
- Benjamin McKenzie
- Benjamin McLane Spock
- Benjamin Melzer
- Benjamin Mendoza
- Benjamin Mendoza y Amor Flores
- Benjamin Mendy
- Benjamin Merkelbach
- Benjamin Miles "C-Note" Franklin
- Benjamin Mitchell
- Benjamin Mkapa
- Benjamin Mkapa Nationaal Stadion
- Benjamin Mkapa National Stadium
- Benjamin Mokulu
- Benjamin Morrell
- Benjamin Moser
- Benjamin Moukandjo
- Benjamin Netanjahoe
- Benjamin Netanjahu
- Benjamin Netanyahu
- Benjamin Nethanyahu
- Benjamin Nicaise
- Benjamin Noval
- Benjamin Noval Gonzalez
- Benjamin Nyffenegger
- Benjamin Nygren
- Benjamin Parker
- Benjamin Pauwels
- Benjamin Pavard
- Benjamin Pedersen
- Benjamin Peirce
- Benjamin Peret
- Benjamin Perry
- Benjamin Pestieau
- Benjamin Pieter Liese
- Benjamin Pinto
- Benjamin Prades
- Benjamin Pratnemer
- Benjamin Prins
- Benjamin Proud
- Benjamin Péret
- Benjamin Rabier
- Benjamin Raich
- Benjamin Rawitz
- Benjamin Rawitz-Castel
- Benjamin Reemst
- Benjamin Reichert
- Benjamin Ricardo
- Benjamin Richard Canneman
- Benjamin Richard Ponningh Hasselman
- Benjamin Righetti
- Benjamin Robert
- Benjamin Robins
- Benjamin Rogiers
- Benjamin Romeyns
- Benjamin Romualdez
- Benjamin Roy Mottelson
- Benjamin Royaards
- Benjamin Rush
- Benjamin Rytlewski
- Benjamin Saint-Huile
- Benjamin Salisbury
- Benjamin Samuel Bolomey
- Benjamin Satink
- Benjamin Satterley
- Benjamin Satterly
- Benjamin Savšek
- Benjamin Schiff Platt
- Benjamin Schoos
- Benjamin Serem
- Benjamin Sheares
- Benjamin Siegel
- Benjamin Simons
- Benjamin Sisko
- Benjamin Spock
- Benjamin Spock (roeier)
- Benjamin Stambouli
- Benjamin Stanzl
- Benjamin Starke
- Benjamin Stasiulis
- Benjamin Stauder
- Benjamin Stephanus Claus
- Benjamin Tahirović
- Benjamin Tetteh
- Benjamin Thomas
- Benjamin Thompson
- Benjamin Treffers
- Benjamin Tucker
- Benjamin Van Camp
- Benjamin Van Durmen
- Benjamin Van Hove
- Benjamin Van Itterbeeck
- Benjamin Van Leer